# Benjamin Flores Jr.
Benjamin Christopher Flores Jr., även känd som Lil' P-Nut, född 24 juli 2002 i Memphis i Tennessee, är en amerikansk skådespelare och rappare. Han har i sitt skådespelaryrke bland annat spelat rollen som Louie Preston i Nickelodeon-serien Det hemsökta huset och Triple G i den andra Nickelodeon-serien Game Shakers.
År 2021 spelade Flores en av huvudrollerna i Netflix filmtrilogi Fear Street, som hade premiär på plattformen i juli det året. Han spelar rollen som Josh Johnson (Deenas lillebror) i denna filmtrilogi.

## Filmografi (i urval)
- 2011 – Happy Feet 2
- 2013–2015 – Det hemsökta huset (TV-serie)
- 2014 – Ride Along
- 2014 – The Thundermans (TV-serie) (crossoveravsnitt med Det hemsökta huset)
- 2015 – Henry Danger (TV-serie)
- 2015–2019 – Game Shakers (TV-serie)
- 2017 – Transformers: The Last Knight
- 2018 – The Librarians (TV-serie)
- 2020–2023 – Your Honor (TV-serie)
- 2021 – Fear Street Part One: 1994
- 2021 – Fear Street Part Two: 1978
- 2021 – Fear Street Part Three: 1666